# Politický systém Řecka
Helénská republika je zastupitelská parlamentní republika s vícestranickým systémem.
Řecko je členem NATO, Evropské unie, Mezinárodního měnového fondu a Organizace pro hospodářskou spolupráci a rozvoj.

## Výkonná moc

### Vláda
Hlavní institucí výkonné moci je vláda (oficiálně Ministerská rada, řecky Yπουργικό Συμβούλιο). Je kolektivním rozhodovacím orgánem Řecka, který je tvořen premiérem a ministry. Ministři jsou jmenováni prezidentem na návrh premiéra. Pravomoci vlády jsou dány Ústavou. Pokud v období do jednoho roku od parlamentních voleb podá vláda demisi, dostávají v pořadí druhá a třetí nejúspěšnější strany možnost k sestavení vlastní vlády. V případě jejich nezdaru je rozpuštěn parlament a vypsány nové volby.
Vláda jedná v budově parlamentu, její jednání řídí premiér.

### Prezident
Prezident je oficiální hlavou státu. Je volen parlamentem na pětileté funkční období. V úřadu může být maximálně dvakrát. Volba prezidenta je až tří kolová, v prvních dvou kolech je potřeba získat dvě třetiny hlasů (200), ve třetím již stačí tři pětiny (180). Pokud ani třetí kolo nepřinese jednoho vítěze, je parlament rozpuštěn a dosavadní prezident musí do třiceti dnů vypsat nové volby. Noví poslanci poté volí opět až ve třech kolech, avšak nyní stačí ke zvolení v prvním kole tří pětinová většina, ve druhém absolutní většina (151 hlasů) a ve třetím jen prostá většina.
Prezident má pravomoc vyhlásit válku, udělit milost, podepisovat mír, alianční dohody apod. Mezinárodní smlouvy však musí přijmout parlament prostou většinou. Výjimkou jsou přístupové smlouvy do mezinárodních organizací, které musí Parlament přijmout tří pětinovou většinou. Prezident má také několik mimořádných pravomocí, které však musí být kontrasignované příslušným ministrem.
V důsledku ústavní změny z roku 1986 má prezident ještě více omezené pravomoci. Kvůli této změně například již nemůže rozpustit parlament, odvolat vládu nebo pozměnit články Ústavy. Také nemůže vyhlásit nouzový stav bez kontrasignace s premiérem nebo příslušným ministrem. Souhlas parlamentu například potřebuje i ke svolání referenda.

### Premiér
Premiér je hlavou vlády. Je technicky volen lidem, obvykle se totiž jedná o lídra politické strany s parlamentní většinou. Dle Ústavy premiér dohlíží na jednotnost vlády a řídí její činnost. Je nejmocnější osobou v politickém systému.
Jmenování premiéra se řídí dle pravidla „prohlášení důvěry“ (řecky δεδηλωμένη). To říká, že prezident je povinen jmenovat premiérem toho lídra, který má možnost získat absolutně většinovou podporu v parlamentu (tj. 151 hlasů). Pokud žádná strana nezíská absolutní většinu, tak poté lídra nejsilnější strany vládní koalice.

## Zákonodárná moc
Hellénský parlament (řecky Βουλή των Ελλήνων) je unikamerální a má 300 křesel. Poslanci jsou voleni na čtyřleté funkční období. Jde o přímou volbu skrze poměrný volební systém. Volí se ve 48 multi-mandátových a 8 jedno-mandátových volebních obvodech. 238 z 300 poslanců je zvoleno tímto systémem, dalších 12 míst je obsazeno skrze „celostátní kandidátku“, kde mandát získají ti kandidáti s podílem nejvíce hlasů v celé zemi. V současnosti platí, že nejúspěšnější strana získává bonusových padesát mandátů.
Řecký parlament používá komplexně posílený poměrný systém, který umožňuje nejsilnější straně získat většinu mandátů, i když nemá většinu hlasů. Dle současného volebního zákona získá strana, která dostala více než 41 % hlasů, 151 mandátů. Uzavírací klauzule pro vstup do parlamentu je stanovena na 3 % hlasů na „celonárodní kandidátce“. Volební zákon lze změnit prostou parlamentní většinou, avšak takový platí jen pro následující volby, aby byl trvalý, musí být zvolen dvěma třetinami ze všech poslanců. Ke změnám v něm dochází poměrně často.

## Parlamentní strany
Od roku 1974 do voleb 2012 se do řeckého parlamentu dostávalo tradičně tři až sedm politických stran. Přesto byl systém nastaven tak, aby vládla pouze jedna strana s nadpoloviční parlamentní většinou. Dlouhodobě nejsilnější strany byly Nová demokracie (ND) a Panhelénské socialistické hnutí (PASOK), které obě stabilně získávaly přes 40 % hlasů. Tyto dvě strany tak většinou vytvářely jednobarevné vlády.
Změna nastala ve volbách roku 2012. Řekové opustili tradiční strany poté, co se účastnily nepopulární úsporné vlády Lukase Papadimose. ND ztratila polovinu voličů a PASOK dokonce téměř tři čtvrtiny. Naopak velký posun zaznamenala radikálně levicová Koalice radikální levice (SYRIZA), která svůj předchozí zisk ztrojnásobila a stala se tak druhou nejsilnější stranou.
V opakovaných volbách v červnu 2012 vyhrála strana Nová demokracie se 129 mandáty. Po volbách sestavila vládu s podporou stran Panhelénské socialistické hnutí a Demokratická levice (+ 50 mandátů). Vládu tvoří premiér a dvanáct ministrů ze strany ND, dále čtyři nezávislí minisři, dva nominováni stranou PASOK a dva nominováni stranou DIMAR.
Kvůli neshodám při volbě prezidenta v roce 2014, byl parlament – po třech neúspěšných kolech volby – nucen se rozpustit, čímž došlo k dalším předčasným parlamentním volbám, které se konaly 25. ledna 2015. V těchto volbách se na prvním místě umístila SYRIZA se ziskem 36,34 % hlasů (konkrétně 2 244 679 hlasů), tím získala 99 mandátů a navíc 50 bonusových mandátů za vítězství, celkově tedy 149 mandátů v 300členném parlamentu. Z parlamentu tak odešla strana DIMAR a naopak do něj byla zvolena nová strana To Potami (v překladu Řeka).
V srpnu 2015 podala vláda Alexise Tsiprase demisi a otevřela tím cestu k druhým předčasným volbám roku 2015. Od vládní strany Syrizy se tehdy také odtrhlo levicové křídlo vedené tehdejším ministrem energetiky Panajotisem Lafazanisem a založilo stranu Lidová jednota (Leiki Anotita, LAE). Nové volby se konaly 20. září 2015. Složení parlamentu po nich bylo obdobné jako po volbách z ledna 2015. Dominovala Koalice radikální levice v závěsu s Novou demokracií. Posílil PASOK v koalici s DIMAR. Novou parlamentní stranou se stala Centristická unie (EK) s devíti mandáty. V parlamentu tím bylo rekordních osm stran. Tyto volby doprovázela také velmi nízká volební účast (56,57 %); jednalo se již o páté parlamentní volby za posledních šest let.
V červenci 2019 se konaly již šesté předčasné vobly v řadě. Vyhlásil je tehdejší premiér Tsipras po květnovém neúspěchu ve volbách do Evropského parlamentu a do obcí. Ve volbách zvítězila Nová demokracie, která zaznamenala největší volební úspěch od voleb v roce 2007. Díky bonusu pro vítěze voleb obdržela 158 mandátů a mohla tak složit samostatnou vládu. Volby přinesly úspěch několika nových stran. Na pátém místě se umístili nacionalisté Řecké řešení a na šestém socialistická MeRA25 bývalého Tsiprasova ministra financí Janise Varufakise. Tradiční Panhelénské socialistické hnutí kandidovalo ve volební alianci Hnutí změny a umístilo se na třetím místě. Z parlamentu naopak vypadla nacionalistická strana Zlatý úsvit, která v něm bylo od roku 2012 a Řeka, která po neúspěchu ve volbách do Evropského parlamentu nekandidovala, stejně jako strana Nezávislí Řekové.

### Seznam parlamentních politických stran
Dle parlamentních voleb z července 2019.
| Politické strany | Politické strany                     | Ideologie                                  | Lídr strany          | Počet hlasů ve volbách | Získané mandáty |
| ---------------- | ------------------------------------ | ------------------------------------------ | -------------------- | ---------------------- | --------------- |
|                  | Nová demokracie (ND)                 | Liberální konzervatismus                   | Kyriakos Mitsotakis  | 2 251 411 (39,85 %)    | 158 (108+50)    |
|                  | Koalice radikální levice (SYRIZA)    | Dem. socialismus, ekonomický nacionalismus | Alexis Tsipras       | 1 781 174 (31,53 %)    | 86              |
|                  | Hnutí změny (KINAL) = (PASOK+KIDISO) | Sociální demokracie                        | Fofi Gennimata       | 457 519 (8,1 %)        | 22              |
|                  | Komunistická strana Řecka (KKE)      | Komunismus                                 | Dimitris Koutsoumpas | 299 592 (5,55 %)       | 15              |
|                  | Řecké řešení                         | Národní konzervatismus, nacionalismus      | Kyriakos Velopoulos  | 208 805 (3,7 %)        | 10              |
|                  | MeRA25                               | Demokratický socialismus                   | Janis Varufakis      | 194 232 (3,44 %)       | 9               |

### Zastoupení stran v parlamentu
Zastoupení politických stran v parlamentu od roku 1974.
| Volby     | Počet stran v Parlamentu | Součet hlasů pro parlamentní strany | %     | Strany zastoupené ve vládě    | Součet hlasů pro vládní strany | %                      | Počet poslanců vládní strany/koalice |
| --------- | ------------------------ | ----------------------------------- | ----- | ----------------------------- | ------------------------------ | ---------------------- | ------------------------------------ |
| 1974      | 4                        | 4 802 892                           | 97,9  | ND                            | 2 669 133                      | 54,4                   | 220                                  |
| 1977      | 7                        | 5 084 286                           | 99    | ND                            | 2 146 365                      | 41,8                   | 171                                  |
| 1981      | 3                        | 5 391 107                           | 94,9  | PASOK                         | 2 726 309                      | 48,1                   | 172                                  |
| 1985      | 4                        | 6 236 076                           | 98,3  | PASOK                         | 2 916 735                      | 45,8                   | 161                                  |
| 1989 (I)  | 5                        | 6 385 963                           | 97,9  | ND + SYN                      | 3 743 432                      | 57,4                   | 173                                  |
| 1989 (II) | 6                        | 6 627 935                           | 99,1  | ND + PASOK + SYN              | 6 552 424                      | 97,9                   | 297                                  |
| 1990      | 7                        | 6 449 164                           | 97,9  | ND                            | 3 088 137                      | 46,9                   | 150                                  |
| 1993      | 4                        | 6 596 215                           | 95,6  | PASOK                         | 3 235 017                      | 46,9                   | 170                                  |
| 1996      | 5                        | 6 429 104                           | 94,7  | PASOK                         | 2 814 779                      | 41,5                   | 162                                  |
| 2000      | 4                        | 6 542 126                           | 95,25 | PASOK                         | 3 007 596                      | 43,79                  | 158                                  |
| 2004      | 4                        | 7 042 944                           | 95,1  | ND                            | 3 360 424                      | 45,4                   | 165                                  |
| 2007      | 5                        | 6 938 918                           | 96,93 | ND                            | 2 994 979                      | 41,84                  | 152                                  |
| 2009      | 5                        | 6 527 273                           | 95,17 | PASOK                         | 3 012 373                      | 43,92                  | 160                                  |
| 2012 (I)  | 7                        | 5 121 170                           | 80,97 | Vláda nevznikla               | -                              | -                      | -                                    |
| 2012 (II) | 7                        | 5 787 188                           | 94,01 | ND (podpora od PASOK a DIMAR) | 1 826 609 respektive 2 966 520 | 29,66 respektive 48,19 | 129 respektive 179                   |
| 2015 (I)  | 7                        | 5 644 763                           | 91,33 | SYRIZA + ANEL                 | 2 537 890                      | 41,04                  | 162                                  |
| 2015 (II) | 8                        | 5 083 758                           | 91,33 | SYRIZA + ANEL                 | 2 126 327                      | 39,15                  | 155                                  |
| 2019      | 6                        | 5 192 733                           | 91,92 | ND                            | 2 251 411                      | 39,85                  | 158                                  |